# Трофей Герда Мюллера (France Football)
«Трофей Герда Мюллера» (фр. Le trophée Gerd Müller), ранее известный как «Нападающий года» — ежегодная футбольная награда, учреждённая в 2021 году и вручаемая France Football самому результативному футболисту в предыдущем сезоне.
С сезона 2021—22 награда была переименована в честь немецкого нападающего Герда Мюллера, который умер в августе 2021 года.
Действующим обладателем титула является польский нападающий Роберт Левандовский; он стал первым обладателем этого трофея в 2021 году, забив 64 гола за сезон, а в следующем году повторил свой успех, забив 57 голов в 56 матчах.

## Список победителей

### Нападающий года
| Год  | Игрок              | Клуб(ы)        | Голов всего | Голов за клуб | Голов за сборную | Матчей | Прим. |
| ---- | ------------------ | -------------- | ----------- | ------------- | ---------------- | ------ | ----- |
| 2021 | Роберт Левандовски | Бавария Мюнхен | 64          | 53            | 11               | 54     | [ 4 ] |

### Трофей Герда Мюллера
| Год  | Игрок              | Клуб(ы)        | Голов всего | Голов за клуб | Голов за сборную | Матчей | Прим.       |
| ---- | ------------------ | -------------- | ----------- | ------------- | ---------------- | ------ | ----------- |
| 2022 | Роберт Левандовски | Бавария Мюнхен | 57          | 50            | 7                | 56     | [ 3 ]       |
| 2023 | Эрлинг Холанн      | Манчестер Сити | 56          | 52            | 4                | 57     | [ 5 ] [ 6 ] |

#### Победители по странам
| Страна   | Игроков | Побед |
| -------- | ------- | ----- |
| Польша   | 1       | 2     |
| Норвегия | 1       | 1     |

#### Победители по клубам
| Клуб           | Игроков | Побед |
| -------------- | ------- | ----- |
| Бавария Мюнхен | 1       | 2     |
| Манчестер Сити | 1       | 1     |